# Norberto de la Torre
Norberto de la Torre (México, D. F.; 1947) escritor y maestro mexicano, radicado en San Luis Potosí desde 1970. Hizo estudios de psicología en la Universidad Nacional Autónoma de México, de filosofía en la Universidad Abierta de San Luis Potosí y en la sucursal mexicana de la Atlantic International University.
Ejerce la docencia en la Escuela de Ciencias de la Comunicación de la Universidad Autónoma de San Luis Potosí. Es docente de la Universidad Autónoma de San Luis Potosí y jefe de publicaciones de la misma universidad

## Obras
- "El juego de la oca" Climent y Boldó Editores, 1992.
- "Ciudad por entregas" Ed. Verdehalago, 1995 ISBN 970-680-004-2
- "Los disfraces del dragón" Ed. Verdehalago 1996 ISBN 968-6767-53-3
- "La casa y otros lugares" Ed. Verdehalago 1997 ISBN 968-6767-12-6
- "Juan del Jarro" Ed. Verdehalago, 1999 ISBN 970-680-019-0
- "Tiempo es una metáfora que duele" Editado por la Universidad michoacana de San Nicolás de Hidalgo en 2002 ISBN 968-7598-27-1
- "Muestra de la poesía breve de San Luis Potosí" editado por la Universidad Autónoma de San Luis Potosí en 2006.

El arte del tropiezo, por la editorial Ponciano Arriaga del gobierno de San Luis Potosí, México. ISBN 978-607-7996-87-3
Escríbeme una llave, por Mantis editores, Luis Armenta Malpica, Guadalajara, Jal. México. ISBN 978-607-9397-34-0
Juan del Jarro, segunda edición, por la Universidad Autónoma de San Luis Potosí. México. ISBN 978-607-9453-45-9
Conversaciones con el gato, por Cuadernos Hispanoamericanos, Secretaría de Cultura, San Luis Potosí. ISBN 978-607-7996-92-7
Ha publicado textos en revistas de varios estados del país y en el extranjero: D, W&B y Revolver en Bélgica; Vuelta, Tragaluz, Dosfilos, Voices of Mexico, en México.

## Galardones
- Premio Estatal de literatura Manuel José Othón (1984)
- Estatal de periodismo de fondo en 1988.